# Live at Woodstock
| 전문가 평가           | 전문가 평가 |
| 평가 점수             | 평가 점수   |
| 출처                  | 점수        |
| --------------------- | ----------- |
| AllMusic              | [ 1 ]       |
| Rolling Stone         | [ 2 ]       |
| Tom Hull – on the Web | B+          |

《Live at Woodstock》은 지미 헨드릭스가 1999년 7월 6일에 발매한 사후 라이브 음반이다. 이 음반은 1969년 8월 18일, 우드스톡 페스티벌에서의 그의 공연 대부분을 기록하고 있으며, 헨드릭스의 상징적인 해석인 〈The Star-Spangled Banner〉와 오리지널 페스티벌 영화 및 사운드트랙 음반의 다른 곡들을 포함하고 있다.

## 배경 및 녹음
우드스톡은 1969년 6월 29일, 지미 헨드릭스 익스피리언스가 해체된 이후 헨드릭스의 첫 공개 공연이었다. 우드스톡에서 그는 확장된 백킹 뮤지션 라인업과 함께했다. 단명했던 이 그룹은 헨드릭스가 공연 중 한 발언 이후 비공식적으로 "집시스 선 앤 레인보우스"라고 불리게 되었다.
파헤쳐, 우리는 뭔가를 바로잡고 싶어요. 우리는 익스피리언스에 지쳤어요 ... 그래서 우리는 전체를 바꾸고 그것을 집시스 선 앤 레인보우라고 부르기로 결정했습니다. 간단히 말해서, 그것은 단지 밴드 오브 집시스일 뿐입니다.

헨드릭스의 공연은 오전 9시에 시작되어 약 2시간 동안 진행되었으며, 월요일 아침 관객 수가 줄어드는 가운데 공연을 펼쳤다. 공연장은 축제의 문을 닫았다.

## 곡 목록
모든 곡들은 특별한 언급이 없는 한 지미 헨드릭스에 의해 작사/작곡하였다.
| #  | 제목                       | 재생 시간 |
| -- | -------------------------- | --------- |
| 1. | 〈Introduction〉           | 1:21      |
| 2. | 〈Message to Love〉        | 7:21      |
| 3. | 〈Hear My Train A Comin'〉 | 9:49      |
| 4. | 〈Spanish Castle Magic〉   | 7:05      |
| 5. | 〈Red House〉              | 5:24      |
| 6. | 〈Lover Man〉              | 5:11      |
| 7. | 〈Foxy Lady〉              | 5:06      |
| 8. | 〈Jam Back at the House〉  | 7:44      |

| #  | 제목                             | 작사·작곡                            | 재생 시간 |
| -- | -------------------------------- | ------------------------------------ | --------- |
| 1. | 〈Izabella〉                     |                                      | 6:42      |
| 2. | 〈Fire〉                         |                                      | 3:42      |
| 3. | 〈Voodoo Child (Slight Return)〉 |                                      | 13:40     |
| 4. | 〈Star Spangled Banner〉         | 프랜시스 스콧 키, 존 스태퍼드 스미스 | 3:43      |
| 5. | 〈Purple Haze〉                  |                                      | 4:23      |
| 6. | 〈Woodstock Improvisation〉      |                                      | 3:59      |
| 7. | 〈Villanova Junction〉           |                                      | 4:28      |
| 8. | 〈Hey Joe〉                      | 빌리 로버츠                          | 5:52      |